# 후비지휘부
후비지휘부(중국어 정체자: 後備指揮部, 영어: Armed Forces Reserve Command, All-Out Defense Mobilization Agency, MND)는 중화민국 육군사령부와 중화민국 국방부 전민방위동원서 산하의 예비군 행정관리 및 교육훈련을 전담하고 있는 지휘부이다.

## 역사
2002년 3월 1일, 국방 2법의 시행에 따라 국방부 후비사령부로 개정되었다. 그에 따라 각 지구의 師管部, 사관부와 현, 시의 團管部, 단관부→연대 관구는 지역 후비사령부로 재편성되었다.

## 그림

1964년~2002년 동안 쓰인 중화민국 후비군 및 후비사령부의 문장
후비지휘관의 기
후비지휘부의 깃발이자 후비부대의 단위 기

## 조직 구조

### 지도부
- 지휘관: 중장
- 부지휘관: 소장
- 참모장실 - 참모장: 소장, 부참모장: 상교
  - 인사군무처 - 처장 상교, 부처장: 상교
  - 전비훈련처 - 처장: 상교／부처장: 상교
  - 후비처 - 처장: 상교, 부처장: 상교
  - 동원관리처 - 처장: 상교／부처장: 상교
  - 주계실 - 주임: 상교, 부주임: 상교
  - 위수업무처 - 처장: 상교, 부처장: 상교
- 정치작전실 - 주임: 소장, 부주임: 상교
  - 정치총합조 - 조장: 상교
  - 보안안전조 - 조장: 상교
- 감찰실 - 감찰장: 소장, 부지휘관 겸임, 부감찰장: 상교

### 직속부대
- 본부중대 - 중대장: 소교
- 의무소 - 소장: 소교
- 후비동원간부훈련소: 신베이시 단수이구 중좡영구, 주임: 상교
- 국군우지공립묘지 관리조 - 조장: 상교
- 국민혁명충렬사 관리조 - 조장: 중고
- 타오위안 관리조 - 조장: 중교(지후 능침(중국어판), 다시 능침(중국어판))

### 북부지구후비지휘부

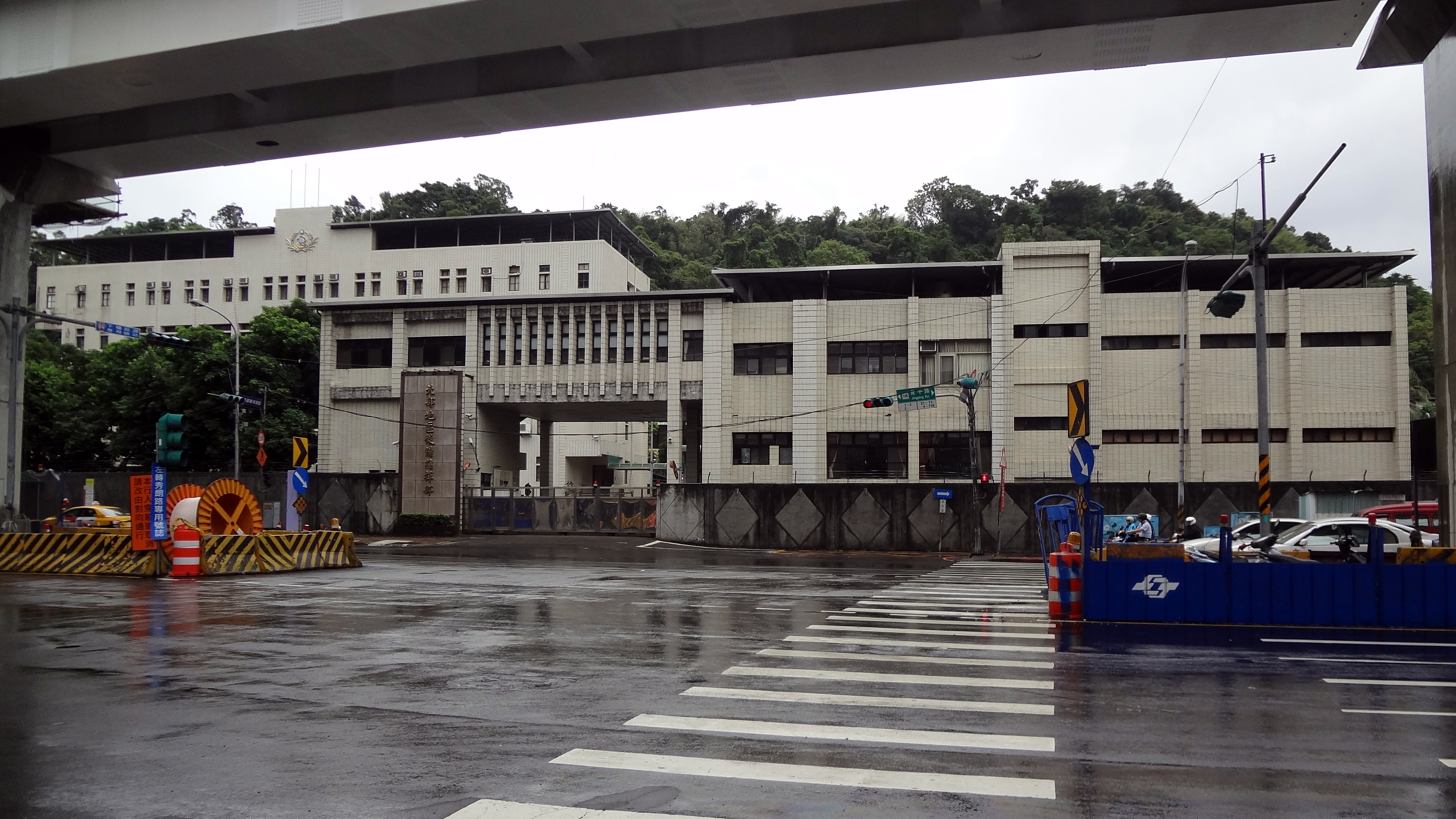
북부지구후비지휘부의 입구 (2017년 10월 14일 촬영)

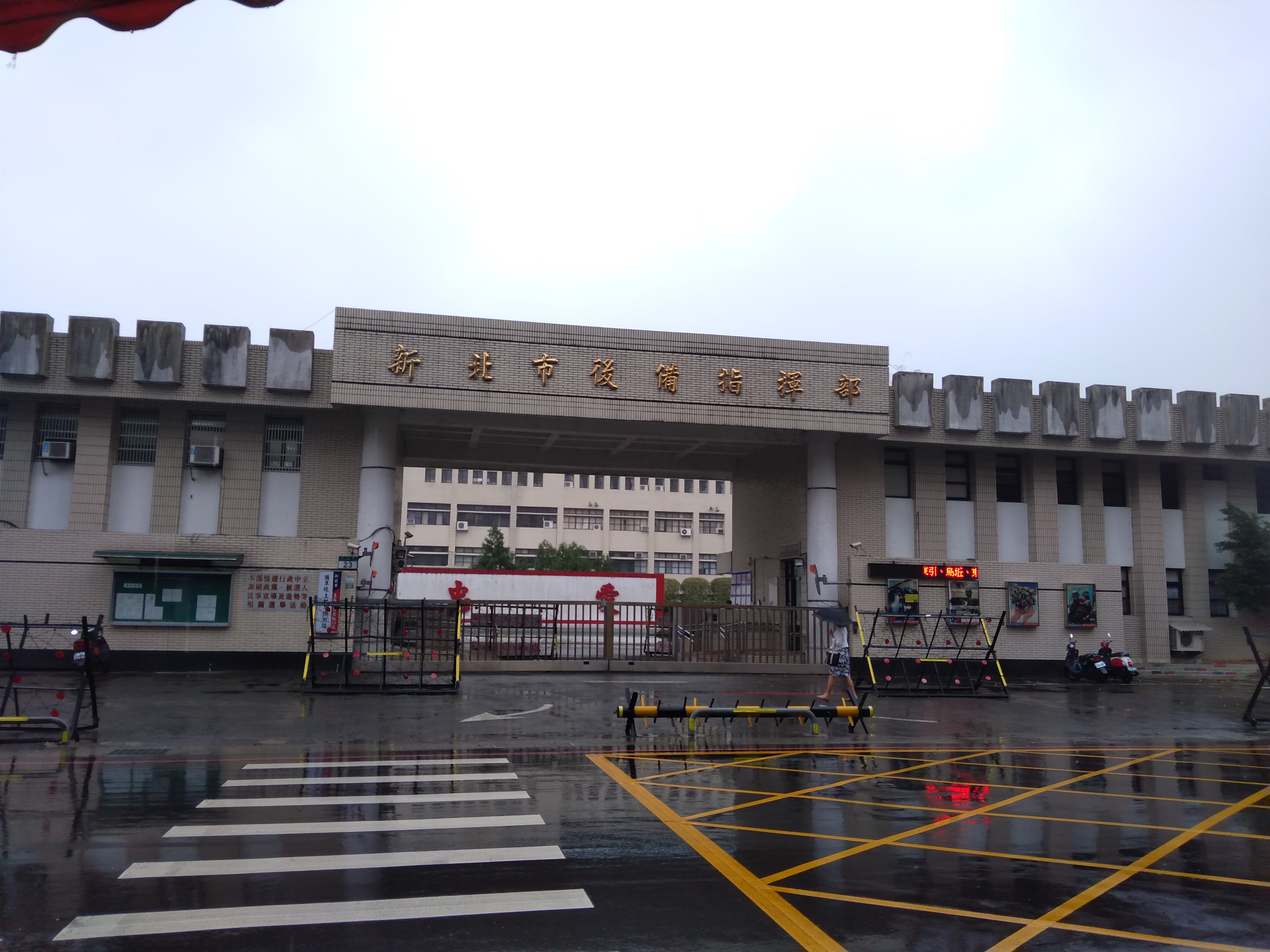
신베이시 후비지휘부의 입구 (2019년 11월 18일 촬영)

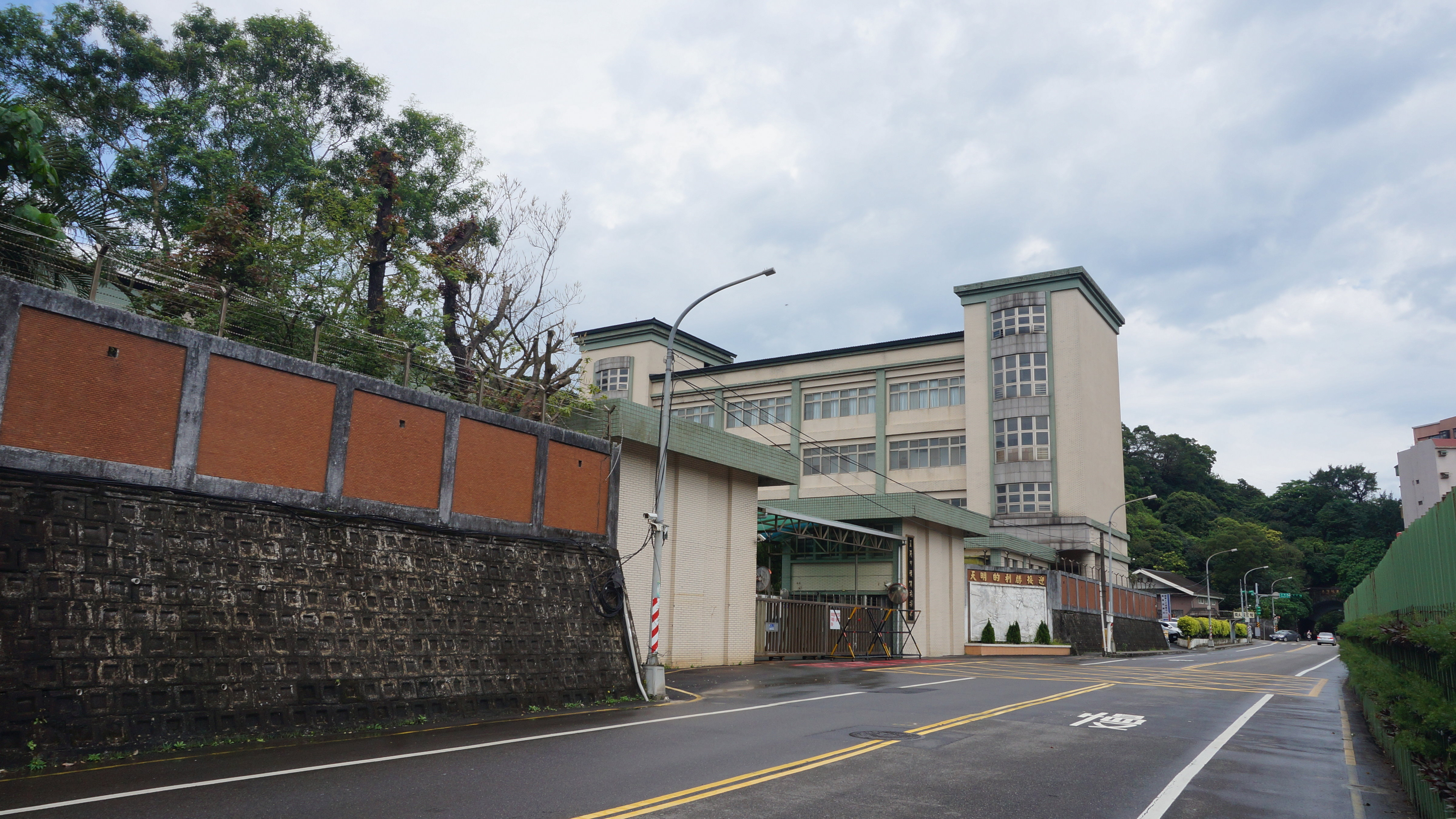
지룽시 후비지휘부의 입구

| - 지휘관: 소장 - 부지휘관: 상교 - 참모장: 상교 - 정치작전주임: 상교 - 타이베이 지구 위수반 - 타이베이 위수센터 - 지룽 위수센터 - 타우위안 위수센터 - 신주 위수센터 - 이란 위수센터 - 화롄 위수센터 - 국군 타이베이 충령탑 | - 지룽시 후비지휘부 - 지휘관: 상교 - 지룽시 후비여단 - 지휘관: 상교 - 타이베이시 후비지휘부 - 지휘관: 상교 - 타이베이시 후비여단 - 지휘관: 상교 - 신베이시 후비지휘부 - 지휘관: 상교 - 신베이시 후비여단 - 지휘관: 상교 - 타우위안시 후비지휘부 - 지휘관: 상교 - 타우위안시 후비여단 - 지휘관: 상교 - 신주후비지휘부 - 지휘관: 상교 - 신주후비여단 - 지휘관: 상교 - 이란현 후비지휘부 - 지휘관: 상교 - 이란현 후비여단 - 지휘관: 상교 - 화롄현 후비지휘부 - 지휘관: 상교 - 화롄현 후비여단 - 지휘관: 상교 - 롄장 후비복무센터 - 주임: 상교 - 북부지구 후비 제1부대 훈련소 - 주임: 상교 - 북부지구 후비 제2부대 훈련소 |

### 중부지구후비지휘부
| - 지휘관: 소장 - 부지휘관: 상교 - 참모장: 상교 - 정치작전주임: 상교 - 타이중 지구 위수조 - 먀오리 위수센터 - 장화 위수센터 - 윈린 위수센터 - 자이 위수센터 - 국군 장화 충령탑 | - 먀오리현 후비지휘부 - 지휘관: 상교 - 먀오리현 후비여단 - 지휘관: 상교 - 타이중시 후비지휘부 - 지휘관: 상교 - 타이중시 후비여단 - 지휘관: 상교 - 장화현 후비지휘부 - 지휘관: 상교 - 장화현 후비여단 - 지휘관: 상교 - 난터우현 후비지휘부 - 지휘관: 상교 - 난터우현 후비여단 - 지휘관: 상교 - 윈린현 후비지휘부 - 지휘관: 상교 - 윈린현 후비여단 - 지휘관: 상교 - 자이 후비지휘부 - 지휘관: 상교 - 자이 후비여단 - 지휘관: 상교 - 중부지구 후비 제1부대 훈련소 - 주임: 상교 - 중부지구 후비 제2부대 훈련소 |

### 남부지구후비지휘부

타이난시 후비지휘부의 입구 (2017년 9월 2일 촬영)

| - 지휘관: 소장 - 부지휘관: 상교 - 참모장: 상교 - 정치작전주임: 상교 - 가오슝 지구 위수조 - 타이난 위수센터 - 핑둥 위수센터 - 타이둥 위수센터 - 펑후 위수센터 - 국군 가오슝 충렬탑 | - 타이난시 후비지휘부 - 지휘관: 상교 - 타이난시 후비 제1여단 - 지휘관: 상교 - 가오슝시 후비지휘부 - 지휘관: 상교 - 가오슝시 후비 제1여단 - 지휘관: 상교 - 핑둥현 후비지휘부 - 지휘관: 상교 - 핑둥현 후비여단 - 지휘관: 상교 - 타이둥현 후비지휘부 - 지휘관: 상교 - 타이둥현 후비여단 - 지휘관: 상교 - 펑후현 후비지휘부 - 지휘관: 상교 - 펑후현 후비여단 - 지휘관: 상교 - 진먼 후비복무센터 주임: 상교 - 남부지구 후비 제1부대 훈련소 - 주임: 상교 - 남부지구 후비 제2부대 훈련소 |

## 기록

### 소속
- 2002년 3월 1일, 중화민국 국방부
- 2022년 6월 24일, 중화민국 육군사령부

### 계보
- 2000년 2월 1일, 군관구사령부
- 2002년 3월 1일, 국방부 후비사령부
- 2012년 12월 28일, 후비지휘부

## 같이 보기
- 대만 경비총사령부
- 해안순방사령부